# Ciné de Chef
Ciné de Chef là một rạp chiếu phim sang trọng và nhà hàng Gourmet, nằm ở Apgujeong, phía nam Seoul, được quản lý bởi CJ CGV, chuỗi rạp chiếu phim lớn nhất Hàn Quốc, mở cửa ngày 3 tháng 5 năm 2007, thu hút 2000 người xem trong vài tháng đầu.
Rạp chiếu phim sức chứa chỉ 30 người với 8 triệu Won cho mỗi ghế cao cấp, và được trang bị loa kênh 11.1 âm thanh vòm, bao gồm trần nhà và sàn nhà. Trong nhà hàng, Le Cordon Bleu - đầu bếp được chứng nhận phục vụ các món ăn hiện đại châu Á. Các dịch vụ khác cung cấp bởi Ciné de Chef bao gồm dịch vụ đỗ xe, thang máy riêng, dịch vụ hộ tống và nhân viên nói bằng tiếng Anh. Giá vé trong khu vực là 60.000-100.000 Won.